# غوستاف كالنيزسكي
غوستاف كالنيزسكي (1896 – 1964) هو مبارز بالسيف مجري راحل، مثّل بلاده في الألعاب الأولمبية الصيفية 1928.

## روابط رياضية
غوستاف كالنيزسكي على موقع أوليمبيديا (الإنجليزية)